# Yesos de Barrachina y Cutanda
Los yesos de Barrachina y Cutanda, yesos del Pancrudo o aljezares de Navarrete-Barrachina son una zona especial de conservación de 1534.71 ha, que engloba tres áreas disjuntas en el valle del río Pancrudo.

## Descripción
La zona cubre tres lomas a ambos lados del río, caracterizadas por el predominio del yeso en su sustrato geológico. Esto lo convierte en un ecosistema local gipsófilo con presencia de hierbas y matorrales como Erinacea anthyllis, Gypsophila struthium, Genista pumila, Ononis tridentata, Peganum harmala, Herniaria fruticosa, Agropyron cristatum, Launaea pumila y Reseda stricta. Se trata de un conjunto local bien preservado de entre la más amplia área yesífera del Pancrudo, que se extiende a lo largo del valle hasta la zona ya más antropizada próxima a Calamocha.
El área es un importante emplazamiento ornitológico, visitado por cuarenta y ocho especies de aves.  De entre las especies que visitan los matorrales cabe destacar Galerida theklae, Sylvia undata, Carduelis cannabina, Merops apiaster y Oenanthe hispanica.
En su extremo sur alcanza alturas con calizas y con presencia ya de árboles como carrascas, quejigos y sabinas, hasta entrar en contacto con el sabinar de El Villarejo, también área protegida. El continuo de ambas áreas ve la presencia de cabras monteses, corzos y jabalíes.
Dado su valor para la preservación de la biodiversidad está protegido a nivel europeo como lugar de importancia comunitaria (LIC) y zona especial de conservación (ZEC).